# カリフォルニア・ゴールドラッシュ

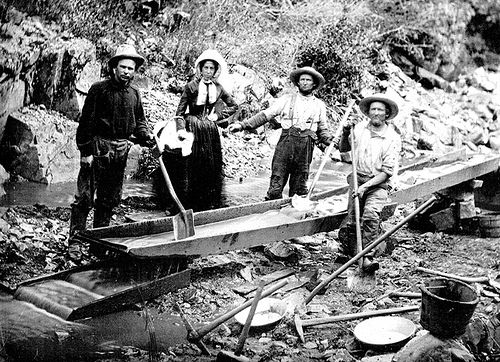
川の砂鉱床で採掘に従事する金採掘者（1850年）

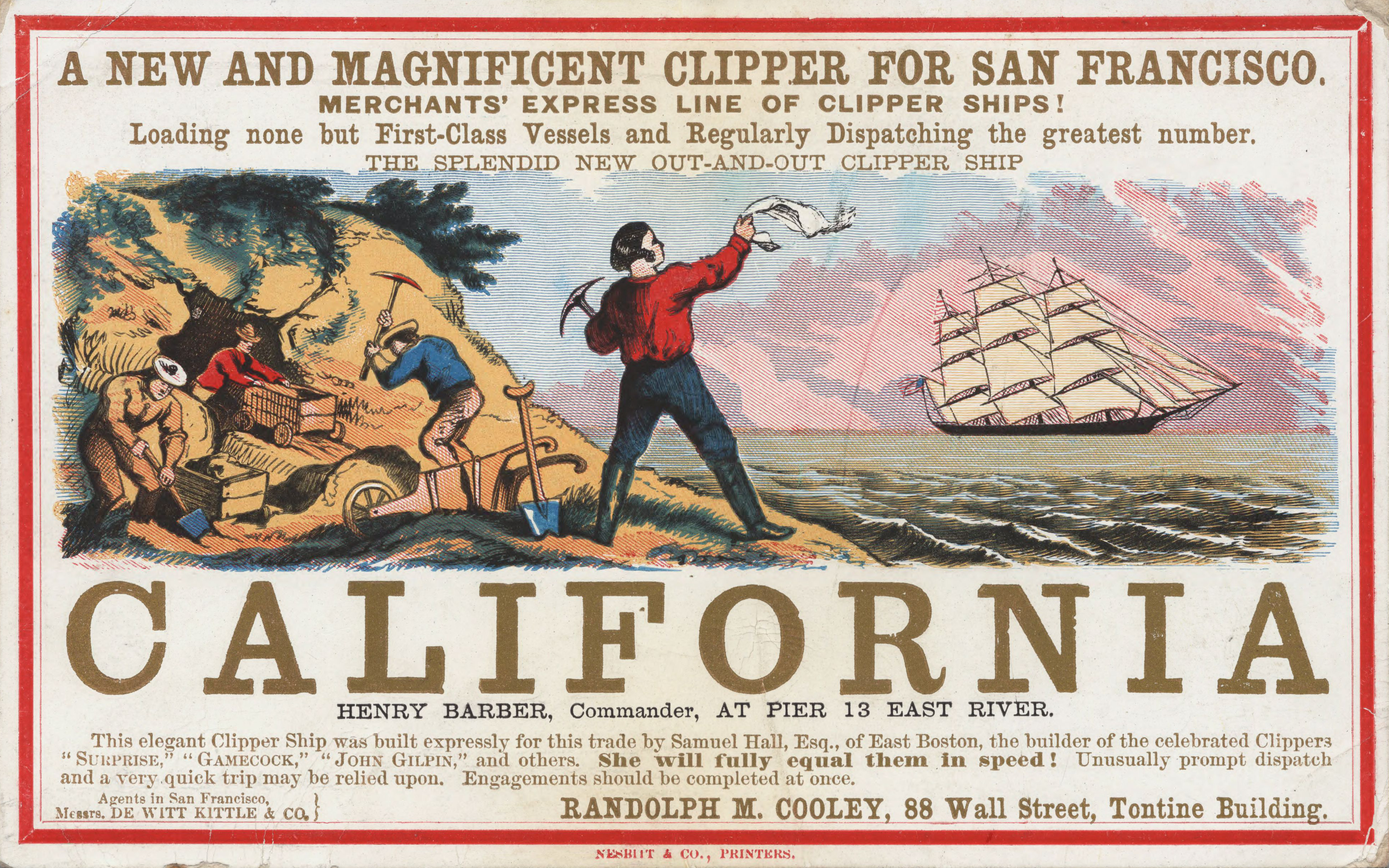
ゴールドラッシュ初期のカリフォルニアに向かう船の広告

カリフォルニア・ゴールドラッシュ（英: California Gold Rush、1848年-1855年）は、カリフォルニア州（当時はまだ州になっていない）コロマのサッターズミルでジェームズ・ウィルソン・マーシャルが金を発見した1848年1月24日に始まった。金発見の報せはたちまち広がり、アメリカの全国や海外からおよそ30万人もの男、女、子供がカリフォルニアに集まることとなった。この30万人の中で約15万人は海路から、残りの15万人は陸路を伝って到着した。
これら初期の採掘者らは1849年にカリフォルニアに向かった者が多かったことから「フォーティナイナーズ」と呼ばれた。彼らは船、あるいは幌馬車で北アメリカ大陸を横断したが、旅の途中でしばしばかなりの困難さに直面した。これら新たに到着した者達の大半がアメリカ人だったが、このゴールドラッシュはラテンアメリカ、ヨーロッパ、オーストラリアおよびアジアなどの何万人もの人々をも惹きつけた。当初、採掘者達が選鉱なべのような単純な技術で小川や川床の砂金を探した。後に金探鉱のためのより洗練された技術が開発され、その技術が後に世界中で採用されていった。その最高潮に達した時、技術の進歩はそれなりの資金が必要となるまでになり、個人の採掘者よりも会社組織の探鉱の比率が増していった。今日の米ドルで数百億ドルにもなる金が発見され、極少数の者には莫大な富をもたらしたが、多くの者は来た時と大してかわらない資産のまま故郷に帰った。
ゴールドラッシュの影響は相当のものだった。サンフランシスコは1846年に人口200人ほどの小さな開拓地だったものが、1852年には約36,000人の新興都市に成長し、カリフォルニア中に道路、教会、学校および新たな町が建設された。1849年には州憲法が起草され、知事や州議会議員が選挙で選ばれ、1850年協定の一部としてこの年にカリフォルニアはアメリカ合衆国31番目の州として迎え入れられることになった。
新しい交通体系が発展し、蒸気船が定期運航され、鉄道が敷かれ、カリフォルニアの次の成長分野となった農業が州内で広く始められた。しかし、ゴールドラッシュは否定的な効果もあった。金の採掘で川や湖など環境は汚染された。またインディアン達が父祖の土地から追い出され、治安が悪化して銃を持った無法者が横行した。
正貨の準備が容易になってニューヨークの銀行も数を増やした。1849年のとき24行だったのが、1853年には57行に増えた。そこで1853年には、合衆国初の手形交換所であるニューヨーク資金決済機構が設立された。初日には2260万ドルを決済した。今日では日に平均200億ドル超を決済しているという。

## 歴史

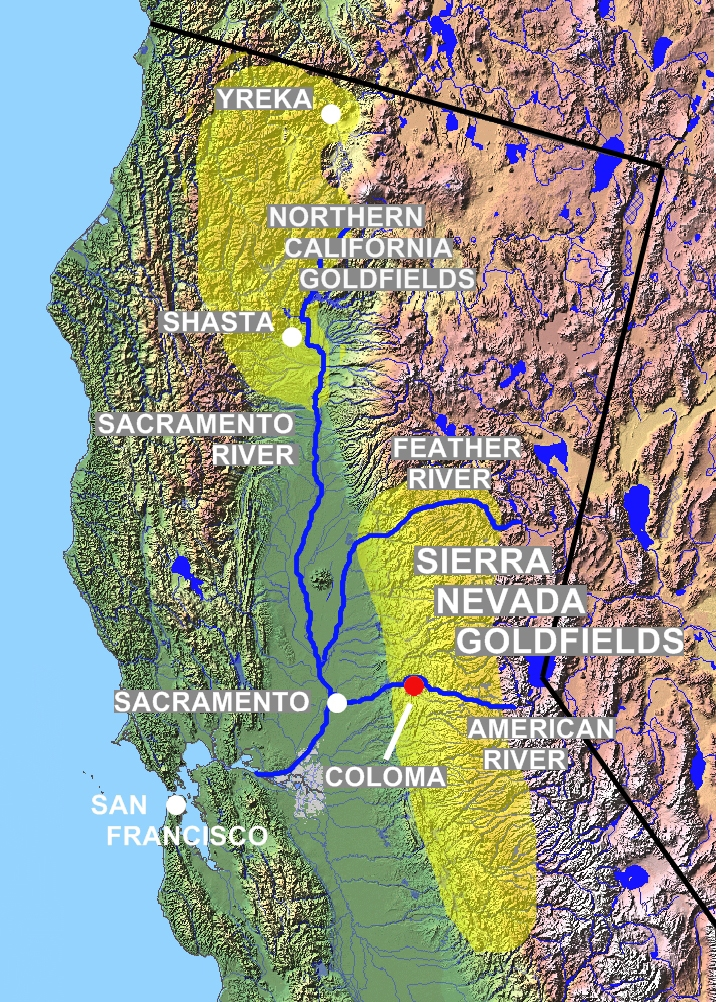
シエラネバダ山脈とカリフォルニア州北部の金鉱原

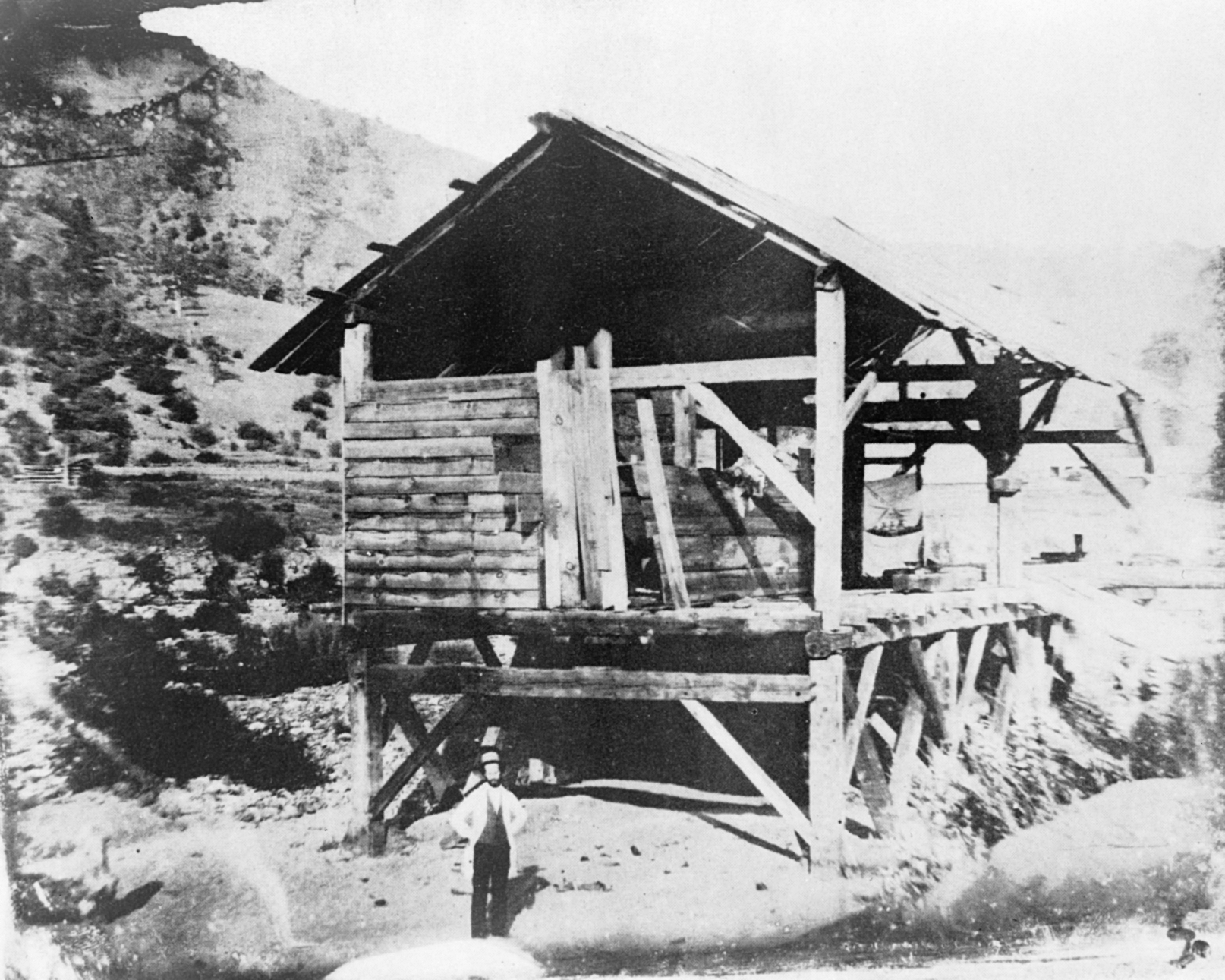
サッターズミルの前に立つマーシャル

ゴールドラッシュは、エルドラド郡コロマに近いサッターズミルで始まった。1848年1月24日、サクラメントの開拓者ジョン・サッターに雇われた現場監督だったジェームズ・マーシャルは、アメリカン川沿いに建設していた製材所の放水路で輝く金属の欠片を見つけた。マーシャルは静かに見つけたものをサッターのところに持って行き、二人は密かに発見物を分析。その結果、マーシャルの持ってきた欠片は金であることが分かった。サッターは、金の大掛かりな探索が始まった場合に、農業帝国にするために描いていた自分の計画にとって都合の悪い何かが起こることを恐れたため狼狽し、このことを内密にして置きたいと思った。しかし、噂は直ぐに広がり始め、1848年3月にサンフランシスコの新聞社主で商人のサミュエル・ブラナンによって真実であると確認された。カリフォルニア・ゴールドラッシュに関してブラナンによる最も有名な行動と発言は、金探鉱用物資を売る店を大急ぎで作り上げた後で、金を入れた小瓶を掲げながらサンフランシスコの通りという通りを闊歩して、「金だ！金だ！アメリカン川から金だ！」と叫んだというものだった。この金鉱発見の報せに、カリフォルニアで農業を始めて運試しをしていた多くの家族が金を探す事を決断し、カリフォルニアでは初めての坑夫になった。
当時カリフォルニアはアメリカ合衆国の州というよりは、むしろメキシコのアルタ・カリフォルニアの一部だった。しかし、金発見の直後の1848年2月2日に調印されたグアダルーペ・イダルゴ条約により米墨戦争が終結した時、この地域とアルタ・カリフォルニアの残りはアメリカ合衆国に割譲された。
1848年8月19日、「ニューヨーク・ヘラルド」紙が、カリフォルニアにゴールドラッシュが起こったことをアメリカ東海岸に報道した最初の新聞になった。12月5日にはジェームズ・ポーク大統領が議会演説で金の発見を肯定した。間もなく「フォーティナイナーズ」と呼ばれることになる世界中からの移民の波がカリフォルニアの金鉱原すなわち「マザー・ロード」に侵入した。サッターが恐れていたように事業は破滅し、雇っていた労働者達は金探鉱のために去って行き、不法侵入者がサッターの土地に侵入して穀物や牛を盗んだ。
サンフランシスコはゴールドラッシュが始まる前までちっぽけな開拓地だった。住民が金発見の報せを受けたとき、船主や事業主までゴールドラッシュに加わって、当初はゴーストタウンになってしまったが、その後に商人や新しい人々が到着して俄かに興隆した。サンフランシスコの人口はおそらく1848年の1,000人から、1850年には常住人口で25,000人まで膨れ上がった。多くの新興都市がそうであったように、突然の人口流入によってサンフランシスコや金鉱原に近い町のインフラは歪みを生じることとなった。人々はテント、木製の掘っ建て小屋、あるいは放棄された船舶から外した船室に住んだ。金が発見された所はどこでも、何百人もの坑夫が共同してキャンプを作り上げ、その権利を主張した。それぞれのキャンプにはウィスキー・ジャー（ウィスキー瓶）、ラフ・アンド・レディ（即席）、ジャッカス・ガルチ（田舎者の谷）、ハングタウン（溜まり場の町）およびヘルズ・ハーフエーカー（地獄の半エーカー）といった名前を付けて、それぞれ酒場や賭博場ができた。

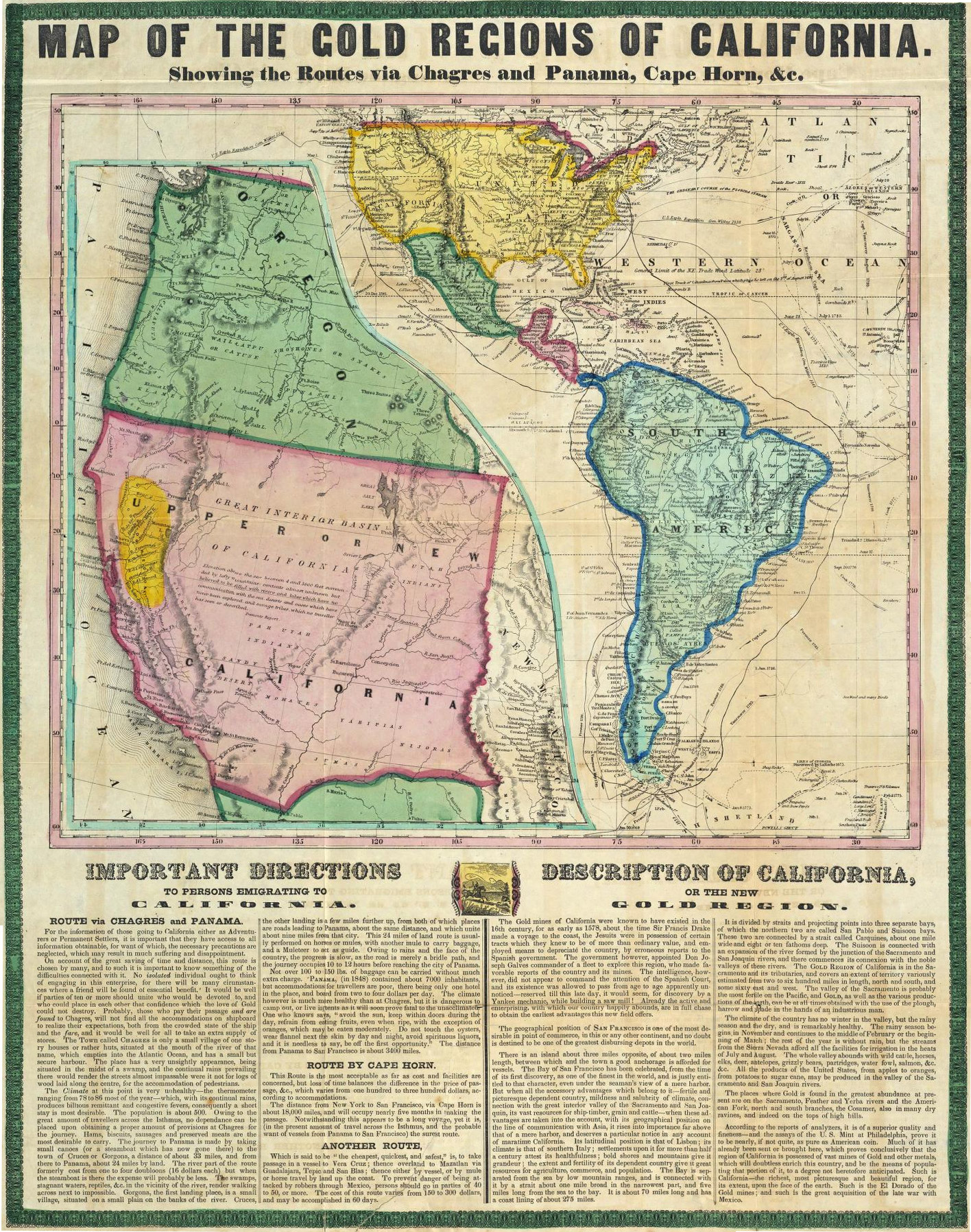
1840年のカリフォルニアに至る経路

「初めての世界的ゴールドラッシュ」と言われることになったこの出来事で、カリフォルニアに到達するのは容易なことではなかった。フォーティナイナーズは苦難に見舞われ、途中で死ぬ者も多かった。当初アルゴー船の乗組員とも呼ばれた者達の大半は海路を旅して来た。アメリカ合衆国の東海岸から南アメリカの先端を廻る航海は5ないし6ヶ月を要し、総延長は18,000海里 (33,000 km) もあった。別の海を進む経路としてパナマ地峡の大西洋側に到り、ジャングルをカヌーやロバを使って1週間掛かって通り抜け、それから太平洋側に出てサンフランシスコに行く船を待った。ベラクルスからテワンテペク地峡を通ってメキシコを横切っていく経路もあった。多くの金探求者はアメリカ合衆国の北アメリカ大陸を横切る山岳路、特にカリフォルニア・トレイルを選択した。これらの経路のそれぞれには、船の難破から腸チフスやコレラまで恐ろしい障害があった。
到着者の需要にこたえるために船舶が世界中から商品を運んだ。中国からは陶磁器や絹、スコットランドからはエールを運んでサンフランシスコに殺到した。サンフランシスコに到着すると、船の船長は船の乗組員が脱走して金鉱原に向かうという運命に見舞われた。サンフランシスコの桟橋やドックは数百の船が放棄されたままとなり、まるでマストの林のようになった。サンフランシスコの企業家は放棄された船舶を倉庫、店舗、酒場、ホテルさらには監獄にまで転用した。これらの船の多くは後に破壊され、ブームが続く町に建物を建てる土地を造るための埋め立て材に使われた。

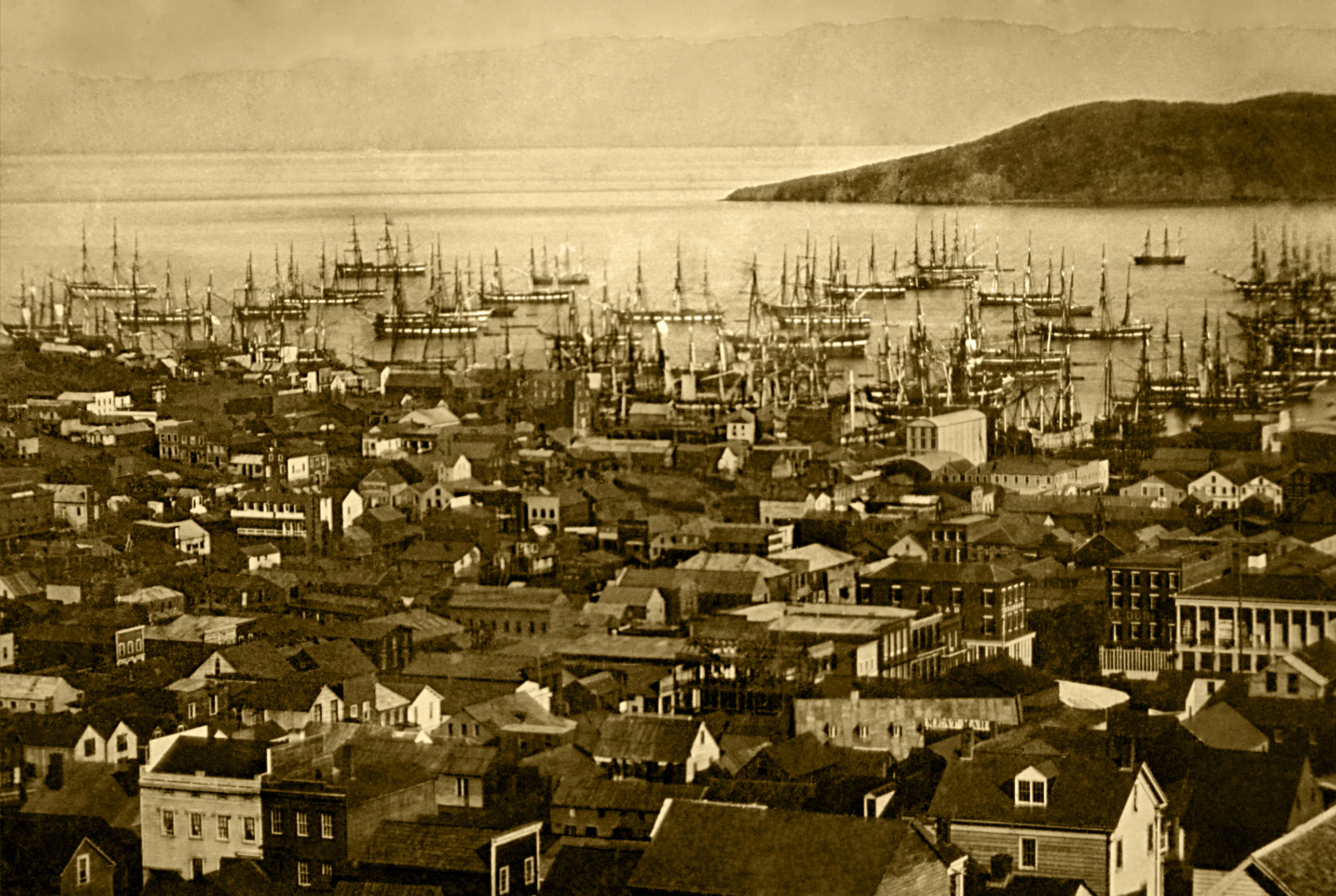
サンフランシスコ港を埋める商船群、1850年あるいは1851年

カリフォルニア州北部、特に現在のシスキュー郡、シャスタ郡およびトリニティ郡には、数年のうちに重要だがあまり知られていない探鉱者の殺到が起こった。1851年に現在のワイリーカで金塊が発見されシスキュー・トレイル経由、あるいはカリフォルニア北部の郡部から何千人もの金探求者が訪れた。サクラメント川沿いのポーチュギーズフラットのようなゴールドラッシュ時代の開拓地が突然現れ、その後、衰退していった。トリニティ川のウィーバービルのようなゴールドラッシュ時代の町には今日でも使われ続けている最古の道教寺院が保存されており、そこへ来た中国人移民の遺産となっている。現在でも存在しているゴールドラッシュ時代のゴーストタウンはあまり数が無いが、かつて繁栄したシャスタの町は保存状態も良く残されており、カリフォルニア州北部の州立公園となっている。
金はカリフォルニアの南部でも発見されたが、かなり規模が小さかった。最初に発見された現在のロサンジェルス北の山岳部ランチョ・サンフランシスコはマーシャルによる金発見の6年前、1842年のことだった。この頃はまだカリフォルニアがメキシコの一部だった。しかし、カリフォルニアの南部で発見されたこれら当初の金鉱やその後のものもほとんど注意が払われず、経済的に限られた効果しか残さなかった。

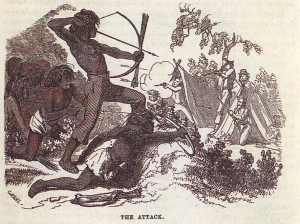
坑夫の集落にたいするインディアンの攻撃

1850年までに容易に採掘できた金は既に取りつくされてしまい、採掘困難な場所から金を掘り出すことに関心が向けられた。アメリカ人は金を掘り出すのが次第に難しくなったことに直面して、いまだ残る採掘しやすい金鉱からの外国人排除を始めた。新しいカリフォルニア州議会は外国人坑夫の税金を月20ドルに設定する法律を成立させ、アメリカ人探鉱者は特にラテンアメリカ系や中国の坑夫に組織的な攻撃を始めた。さらに、大勢の新参者がインディアンの伝統的猟場、釣り場および食物採集地域からインディアンを追い出していた。インディアンはその家や生活を守る為に坑夫を攻撃する反応に出た者もいた。このことでインディアンの集落に対する反撃が起こった。銃を持たないインディアンがしばしば虐殺された。ヤヒ族はそうした白人の虐殺によって根絶やしにされ、絶滅させられた部族のひとつである。
虐殺を免れたインディアン達も、その食物採集地域に近付くこともできないままに生き残れない状態になり、飢えて死ぬ者がでた。小説家で詩人のホアキン・ミラーはその半自叙伝的作品『モードック族の中の生活』でそのような攻撃を生き生きと描写した。

## フォーティナイナーズ

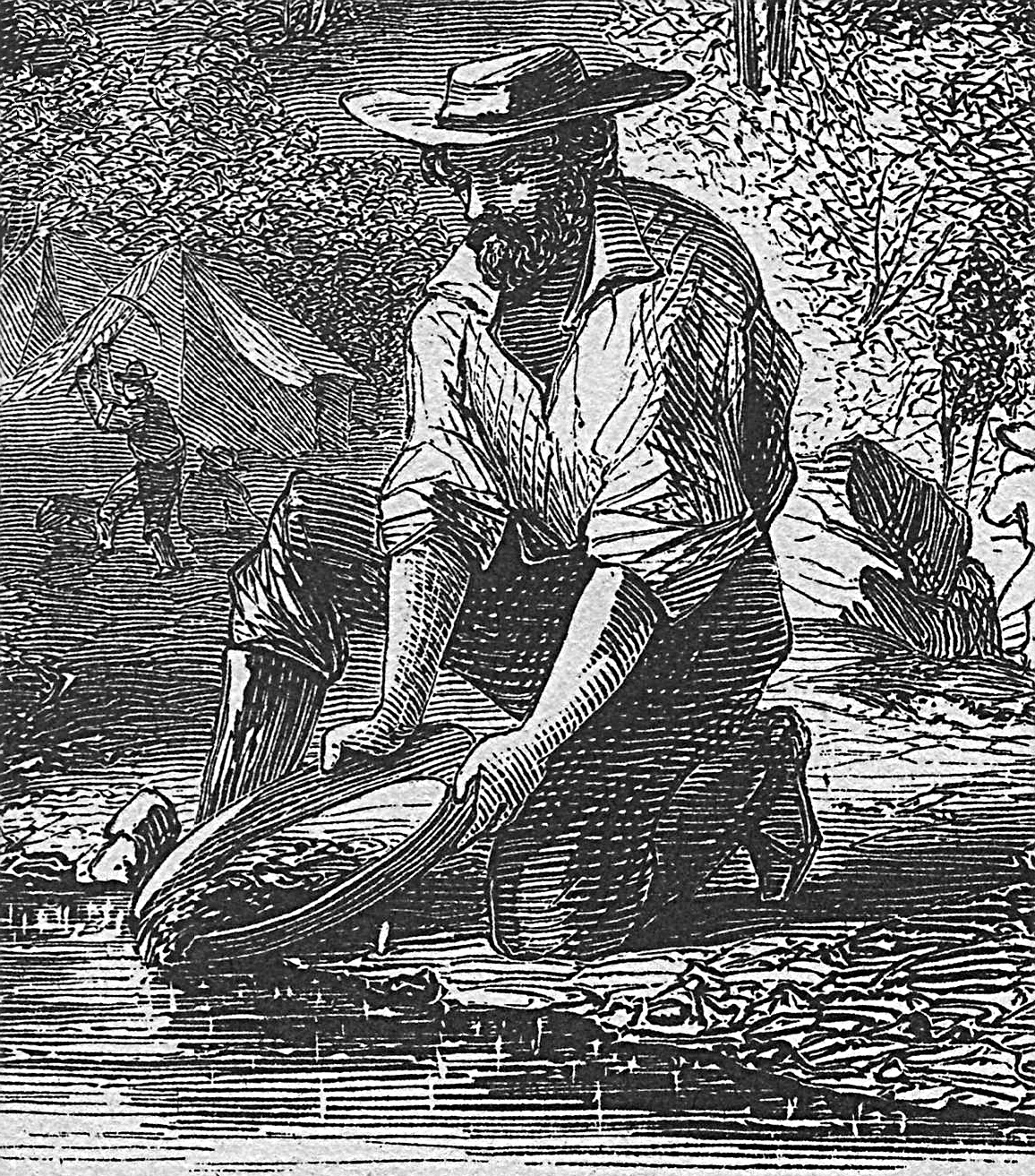
モークリューム川での選鉱なべを使用しての砂金取り

1848年春に始まり、金鉱原に殺到した最初の人々はカリフォルニア自体の住人であり、カリフォルニア北部に住む主に農業を指向したアメリカ人やヨーロッパ人の他、インディアンやカリフォルニオ（スペイン語を話すカリフォルニア人）もいた。これら初期の坑夫は家族の構成員全員で金探索を支援する傾向があった。あらゆる民族の女性や子供が男達の隣で金を掬う姿が見られた。事業を考える家族は流入してくる人々のための宿舎を建設した。このような場合には夫が金を探している間に妻がしっかりと収入を得ていることが多かった。
ゴールドラッシュの噂は当初緩りと広がった。1848年にカリフォルニアに到着した最も初期の金探求者はカリフォルニア近くに住んでいた者か、カリフォルニアから船を使って最も速く到着できる航路でその報せを聞いた人々だった。アメリカ人の最初の大集団はシスキュー・トレイルを降ってきた数千人のオレゴン人だった。次に来たのは船でサンドウィッチ諸島（ハワイ諸島）から来た人々であり、メキシコやペルーからの数千人のラテンアメリカ人、さらに遠くオーストラリアやチリからの人々が船と陸路から続いた。1848年の暮れまでに、6,000人ほどのアルゴー船の乗組員がカリフォルニアにやってきた。極少数の者（恐らく500人未満）がこの年にアメリカ合衆国山岳路を旅してきた。これら最も初期の金探求者が時として呼ばれることもあるフォーティエイターズのある者は、容易に接近できる金を大量に集めることができて、ある場合には今日の価値で数千ドルにもなった。通常の探鉱者でも1日に見つけることのできる金の平均価値は東海岸の労働者の日給の10倍から15倍に相当した。金鉱原で6ヶ月間働いた者は6年分の収入を得て故郷に帰ることができたので、独身の男女、家族および既婚男性を含みあらゆる種類と民族の人々を惹きつけた。ある者は素早く金持ちになって故郷に戻ることを期待し、ある者はカリフォルニアで事業を始めることを望んだ。
1849年の初めまでに、ゴールドラッシュの噂は世界中に広まり、圧倒的な数の金探求者と商人たちが事実上全ての大陸から到着し始めた。1849年のフォーティナイナーズで最大の集団はアメリカ人であり、大陸を横切りあるいは様々な航路で何万人もが到着した。多くの者はパナマ地峡を通り、太平洋郵便蒸気船会社の蒸気船でカリフォルニアに来た。オーストラリア人およびニュージーランド人はハワイの新聞を積み込む船からこの報せに接し、「金の熱」に浮かされた数千の者達がカリフォルニアに向かう船に乗った。ラテンアメリカからきたフォーティナイナーズは、特にメキシコのソノラ州に近い鉱山地帯から来ていた。アジアからの金探求者と商人は主に中国からであり、1849年に到着し始めたが、当初は中国語でカリフォルニアに与えられた名前であるガムサン（金の山）への限られた人数だった。ヨーロッパからの最初の移民は1848年革命の影響からはじき出され、移動するにはかなり長い距離もあったので、1849年遅くに到着し始め、大半はフランス人で、幾らかのドイツ人、イタリア人、イギリス人が続いた。これらヨーロッパ人集団の大半は海上生活に慣れた海岸地域から来ていた。
1849年にカリフォルニアに到着したのはおよそ9万人と推計されており、そのほぼ半分は陸路、半分は海路からだった。これらの中で5万人から6万人はアメリカ人であり、残りが他の国からだった。1855年までに少なくとも30万人の金探求者、商人およびその他の移民が世界中からカリフォルニアに到着した。最大の民族はやはりアメリカ人であり続けたが、1万人規模のメキシコ人、中国人、イギリス人およびオーストラリア人がおり、フランス人やラテンアメリカ人、さらにはフィリピン人、バスク人、およびトルコ人のような多くは小集団の坑夫もいた。イタリアのジェノバ港に近い小さな村落からの丘の民はシエラ・フットヒルズに最初に恒久的入植を果たした者達であり、野菜や主食を育てるその文化を移植し、パンのための小麦や伝統的な技術を使い、孤独で寒冷な冬を生き延びた。アフリカ人の先祖を持つ控えめな数の坑夫（恐らく4,000人未満）がアメリカ合衆国南部、カリブ海およびブラジルからやって来た。
かなりの数の移民は中国からの者達だった。1849年と1850年には数百人の中国人がカリフォルニアに到着し、1852年には2万人以上がサンフランシスコで上陸した。彼らの一風代わった衣装と外観は金鉱原でも大いに目立つものであり、中国人に対するある程度の敵意を醸成した。
ゴールドラッシュには多くの女性も混じっていた。彼女達は売春婦、独身起業家、既婚女性、貧乏人と金持ちなど様々な立場であった。イギリス系アメリカ人、ヒスパニック、先住民族、ヨーロッパ人、中国人と出身民族も多様だった。彼女達がカリフォルニアに来た理由も多様だった。ある者は夫と共に、後に残って自活して行くことを拒否して、ある者は夫が彼女達を呼び寄せたから、またある者（独身や寡婦）は冒険と経済機会を求めてきていた。カリフォルニア・トレイルでは多くの者が事故、コレラ、黄熱病など無数の原因で死に、多くの女性はカリフォルニアを目にする前に未亡人になった。カリフォルニアに入ると、鉱山事故、病気あるいは鉱山の諍いのために未亡人になる者も極めて多かった。誰にとっても気楽な場所ではなかったが、西部での生活は女性の典型的な労働スタイルを破る多くの機会を提供してもいた。

## 法的権利
ゴールドラッシュが始まったとき、カリフォルニアは格別に無法地帯だった。サッターズミルで金が発見された当時のカリフォルニアはまだ事実上はメキシコの一部だが、米墨戦争の結果としてアメリカ軍が占領していた。1848年2月2日にグアダルーペ・イダルゴ条約に調印したことで戦争を終わらせ、カリフォルニアはアメリカ合衆国の所有物になったが、正式な領土ではなく、1850年9月9日になって州になった。カリフォルニアは軍隊の統制する普通とは異なる状態の地域として存在した。地域全体の市民議会、行政府あるいは司法府が無かった。地元の住民はメキシコの規則、アメリカの原則および個人的な指図という混乱させ混ざり合った制度の下で運営していた。先住するインディアンたちはもちろん無視された。インディアンがアメリカの最高裁判所で「人間である」と認定されたのは1879年のことである。
米墨戦争を終わらせた条約でメキシコの土地払下げをアメリカ合衆国に尊重させた中で、金鉱原のほとんど全てはそれらの払下げ地の外にあった。その代わりに金鉱原は主に公有地になっており、正式にはアメリカ合衆国政府が所有する土地を意味していた。しかし、まだ法的な規制は設定されておらず、実際に法を執行する機構もなかった。

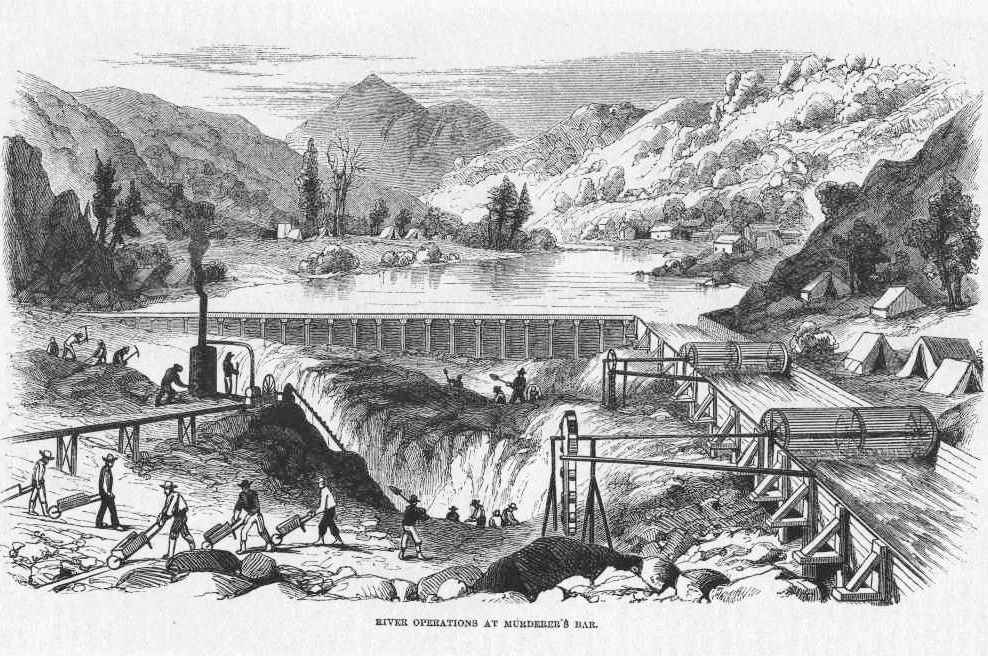
川に沿った水路に水を誘導した後で川床を掘削する金坑夫達

フォーティナイナーズにとっての利点は、当初の金が単純に「採り放題」だったことだった。金鉱原には私的財産が無く、免許料も無く、政府が出来るまでは税金も無かった。フォーティナイナーズは自分達の法典を作り上げることに頼り、自分達の地元で執行力を設定した。1850年から1852年まで、52の鉱山法が設定された。坑夫達は実質的にカリフォルニアに存在したメキシコの鉱山法を適用した。例えば、その場所に早く到着した者と遅く到着した者との権利をバランスさせる規則が試みられた。「土地の所有権」は探求者によって「主張」されることができたが、その権利は実際に活動している限りにおいてのみ有効だった。坑夫達はその採鉱見込みを見極めるだけの長さで所有権を持った土地で働いた。土地の大半がそうだったようにそこの価値が低いと考えられたとき、坑夫達は伝説の大鉱脈を探してその場所を放棄して行った。土地が放棄されるか活動されていない場合、他の坑夫がその土地を「横領」した。「横領」は、ある坑夫が以前は他の者に所有権を主張されていた土地で働き始めることを意味していた。土地に関する紛争は個人的かつ乱暴に扱われ、時には一群の探求者が調停人として処理した。これはしばしば民族間の緊張感を高めることになった。
フォーティナイナーズに採用された鉱山所有権の規則は、アメリカ合衆国西部中で新しい鉱山ラッシュのそれぞれに広がっていった。アメリカ合衆国議会は1872年のチャフィー法（鉱山法）で最終的にこの慣行を法制化した。

## 金採鉱技術の発展

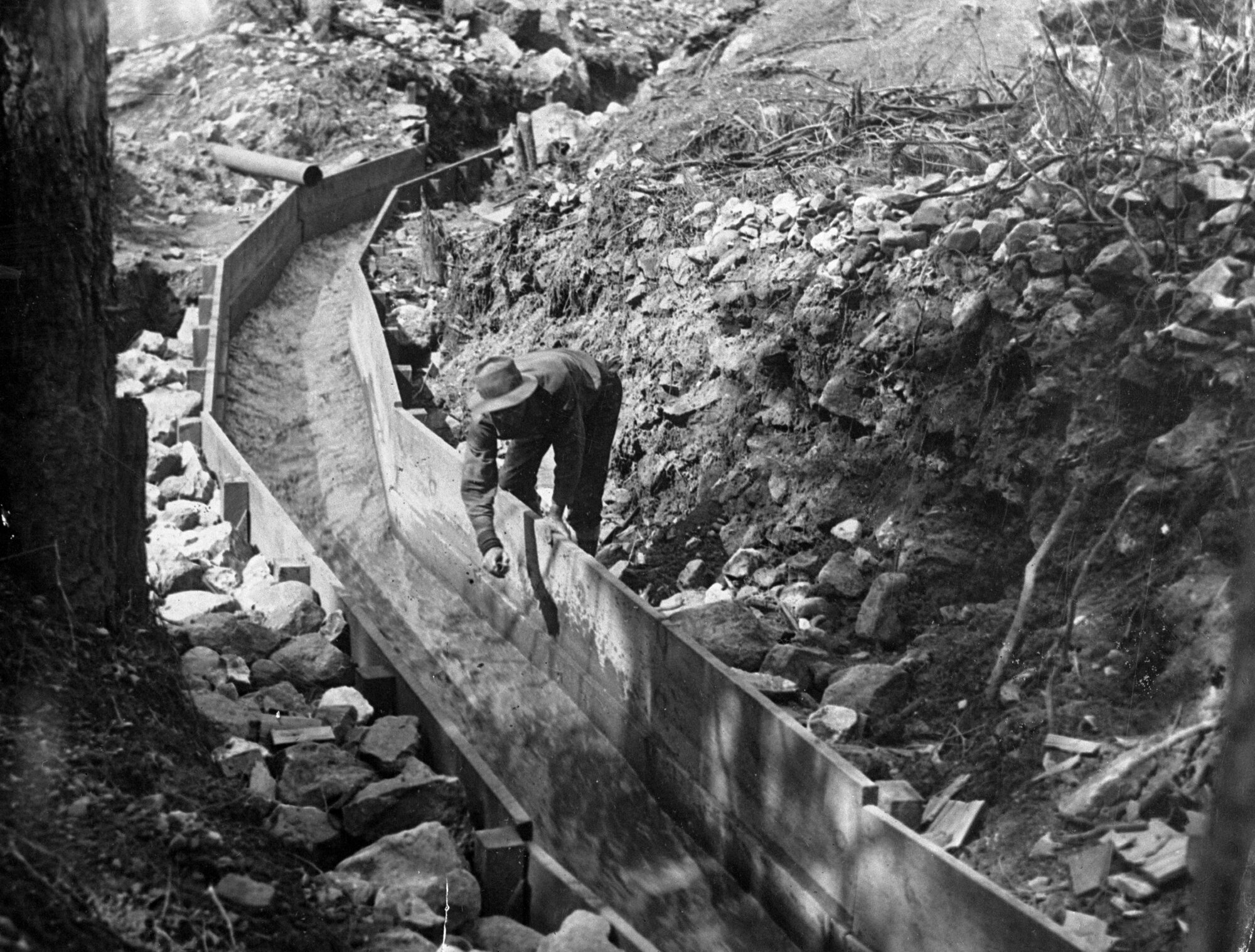
泥水から金を分離する流し樋

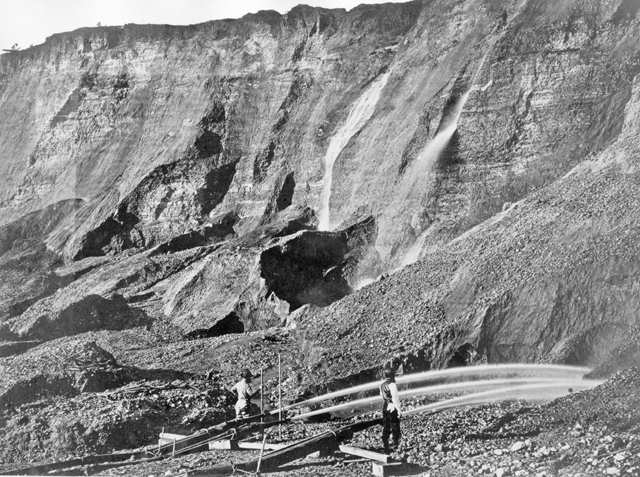
ウォータージェットで砂利鉱床を掘削する様子

カリフォルニアの砂礫層における金は大変に含有率が高かったので、初期のフォーティナイナーズは単純にカリフォルニアの川や小川で砂金採取の1形態である選鉱鍋で洗えば良かった。しかし選鉱鍋は大規模にはできず、勤勉な坑夫達や坑夫の集団は大量の砂礫層を処理する為に選鉱鍋を卒業して、「クレードル」、「ロッカーズ」あるいは「ロングトム」に進んだ。複雑な砂金採取方法の大半では、探求者の集団が川全体を川に沿った水路に誘導し、新しく露出した川床で金を探した。アメリカ地質調査所による現代の推計では、1,200万オンス（370トン）の金がゴールドラッシュの初めの5年間に取り出された（2006年11月の価値で約70億ドルに相当する）。
1853年の次の段階では、金鉱原の丘の側面や崖にある金を含む古代砂礫層に対して水圧掘削法が用いられた。カリフォルニアで初めて開発された現代風水圧掘削法では、高圧のホースが強力な水流かウォータージェットを金を含む砂礫層に直接吹きかける。緩められた砂礫層と金は水路を通され、金が底に沈んで集められた。1880年代半ばまでに、1,100万オンス（340トン）の金（2006年11月の価値で約66億ドルに相当する）が「水力採鉱」で取り出された。水力採鉱のこの方式は後に世界中に広まった。「水力採鉱」の代替法が「コヨーティング」だった。この方法では流れの岸に沿って岩盤に深さ6ないし13メーターの立て坑を掘った。続いて有望な鉱脈に到達するべくあらゆる方向にトンネルが掘られた。
これら金抽出法の副産物として大量の砂利と沈泥、さらには重金属と汚染物質が小川や川に流された。露出した地表と下流の砂利層は植物の生育環境にならないので、多くの地域は今も水力採鉱の傷跡が残っている。

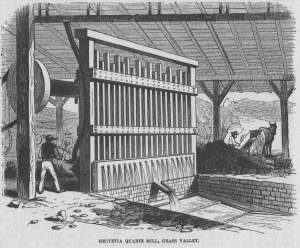
グラス・バレーのクォーツスタンプ・ミルでは金を洗浄する前に石英を潰した

ゴールドラッシュが終わった後、金回収の操作は続けられた。緩い金を回収する最終段階はカリフォルニアのセントラルヴァレーやその他の金埋蔵地域（シスキュー郡のスコット・バレーなど）の平たい川底や砂洲に緩りと洗い落とされた金を探査することだった。1890年代までに、浚渫技術（これもカリフォルニアで発明された）が経済的なものになり、浚渫で2,000万オンス（620トン）以上の金が回収されたと推計されている（2006年11月の価値で約120億ドルに相当する）。
ゴールドラッシュとそれに続く数十年間に金探求者達は「硬岩」の探鉱にも関わった。すなわち、金を含む岩（通常は石英）から直接抽出することであり、通常は掘削した後に爆破して金を含む石英の鉱脈を取り出した。金を含む岩盤が表面に来ると、岩を潰し、金を選別し（動いている水を利用）、あるいは通常はヒ素や水銀（これも環境汚染源）を使ってろ過された。最終的に硬岩探鉱はこの金の国で産出された金の最大単一金抽出方法となった。

## 利益
近年の研究から、商人達がゴールドラッシュの間に坑夫達よりも多くの金を儲けたと言われているが、現実はおそらくもっと複雑である。確かに利口に儲けを出した商人達がいた。ゴールドラッシュの初期にカリフォルニアで最も富裕だった者は、疲れを知らない独立的推進者で店主および新聞社主だったサミュエル・ブラナンだった。ブラナンはてきぱきと金鉱原のサクラメントやコロマなどあちこちに最初の何でも屋を開いた。ゴールドラッシュが始まって直ぐに、ブラナンはサンフランシスコにあるあらゆる需要のありそうな物資を買い占め、そこそこの利益を出して再販した。しかし、金探求者もそこそこの金を手に入れた。例えば、1848年にフェザー川で働いていた探鉱者のある小さな集団が数ヶ月の内に、2010年の価値で300万ドルに相当する量の金を回収した。
初期の金探求者はあらゆる費用を勘定に入れたとしても、平均しておそらくは少なからぬ利益を得た。しかし、特にその後に到着した者達の大半はほとんど得られないか、損失を出して終わることになった。同様に多くの不運な商人は消滅した開拓地に店を構えたり、勃興間もない町を消し去った大火で店をなくしたりした。その他の事業家は幸運と懸命に働いたことにより、小売業、商船業、娯楽業、宿泊施設業あるいは輸送業で大きな報酬を手に入れた。下宿屋、飯屋、仕立屋および洗濯屋は、男性が女性によるサービスには金払いが良いことを認識した女性達（既婚、独身あるいは寡婦）によって経営され、大きな利益を上げたものが多かった。売春宿も特に酒場や賭博場と組み合わされたときに大きな利益を上げた。
1855年までに経済の雲行きは劇的に変化した。共同経営や従業員としてのどちらかで、中規模あるいは大規模な労働者集団によってのみ、金は金鉱原から利益を上げて回収された。1850年代半ばまでに、資産を作るのは金鉱山会社の所有者になった。またカリフォルニアの人口と経済は大規模で多様化されたので、伝統的な様々な事業でも資産を作ることができた。

### 金の使い道

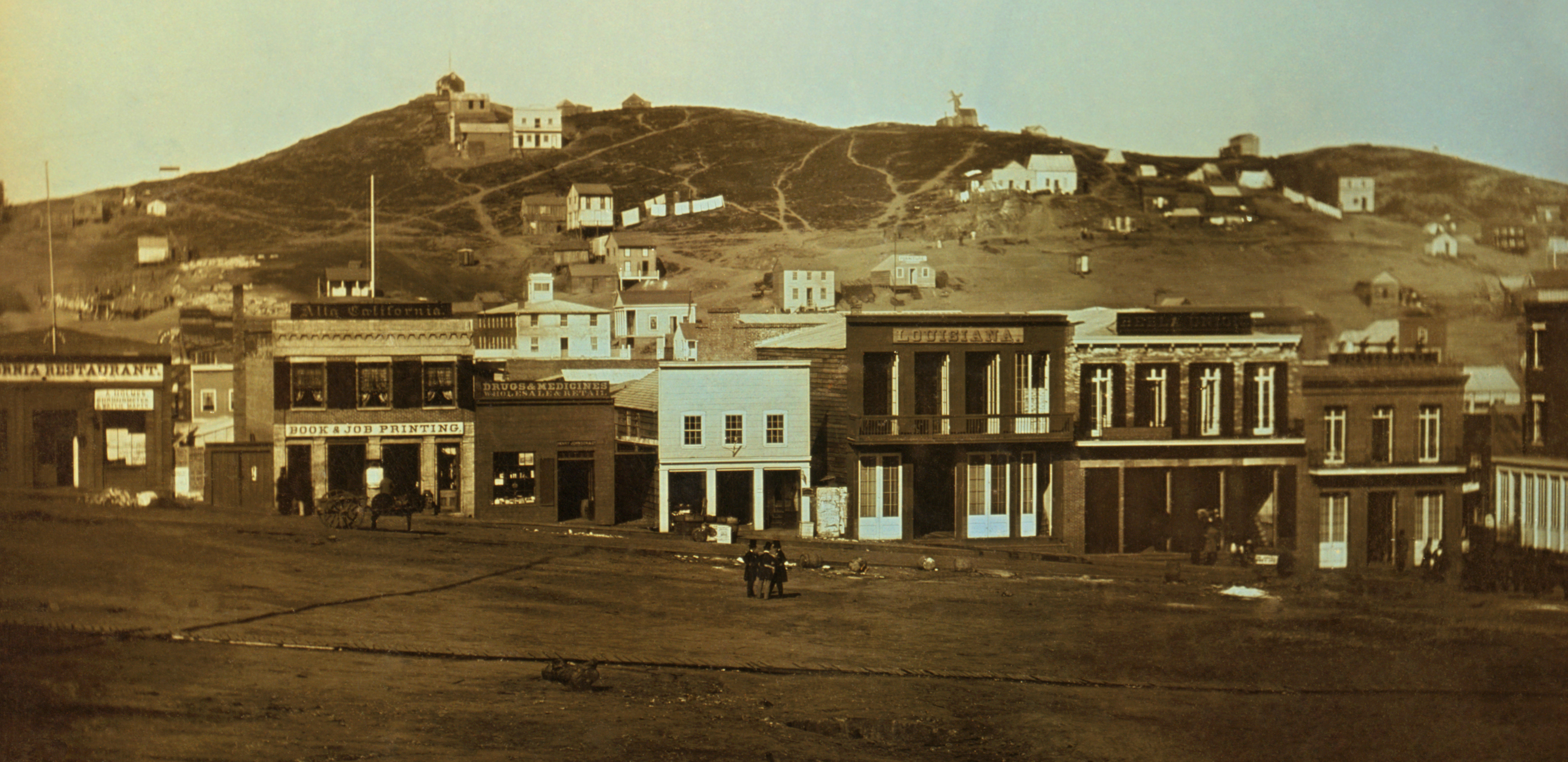
サンフランシスコのポーツマス広場、1851年の銀板写真

金が回収されると、金自体が流通する多くの道ができた。まず多くの金は地元で食料、物資を購入するために、また坑夫達の住居費用に使われた。また旅の劇団からアルコール、賭け事および売春まで何でも有りの遊興に向けられた。これらの使い途は回収されたばかりの金で慎重に重さを量ったものを使って発生することが多かった。これらの商人や供給人が次には金を使って、カリフォルニアに商品を持ってくる船の船長や輸送屋から物資を購入した。その後に船やロバの背に乗って金がカリフォルニアを離れ、世界中の製造業者に渡っていった。2番目の道はアルゴー船の乗り組み員その人であり、十分な量の金を手に入れればそれを故郷に送るか、苦労して手に入れた「掘り出し物」を持って自ら故郷に戻った。例えばある推計ではカリフォルニアの8,000万ドルに相当する金がフランス人探鉱者や商人によってフランスに送られた。ゴールドラッシュが進展するにつれて、地元の銀行や金取扱い業者が「銀行券」や「ドラフツ」（地元で認められる紙幣）を金と交換に発行した。1854年にサンフランシスコ造幣局が建設され、金塊は公式のアメリカ合衆国金貨に鋳直されて流通した。金はまたカリフォルニアの銀行からアメリカ合衆国国定銀行に送られて、それと交換に得られたアメリカ合衆国の紙幣が好況のカリフォルニア経済界で使用された。

## 影響

### 直後の影響

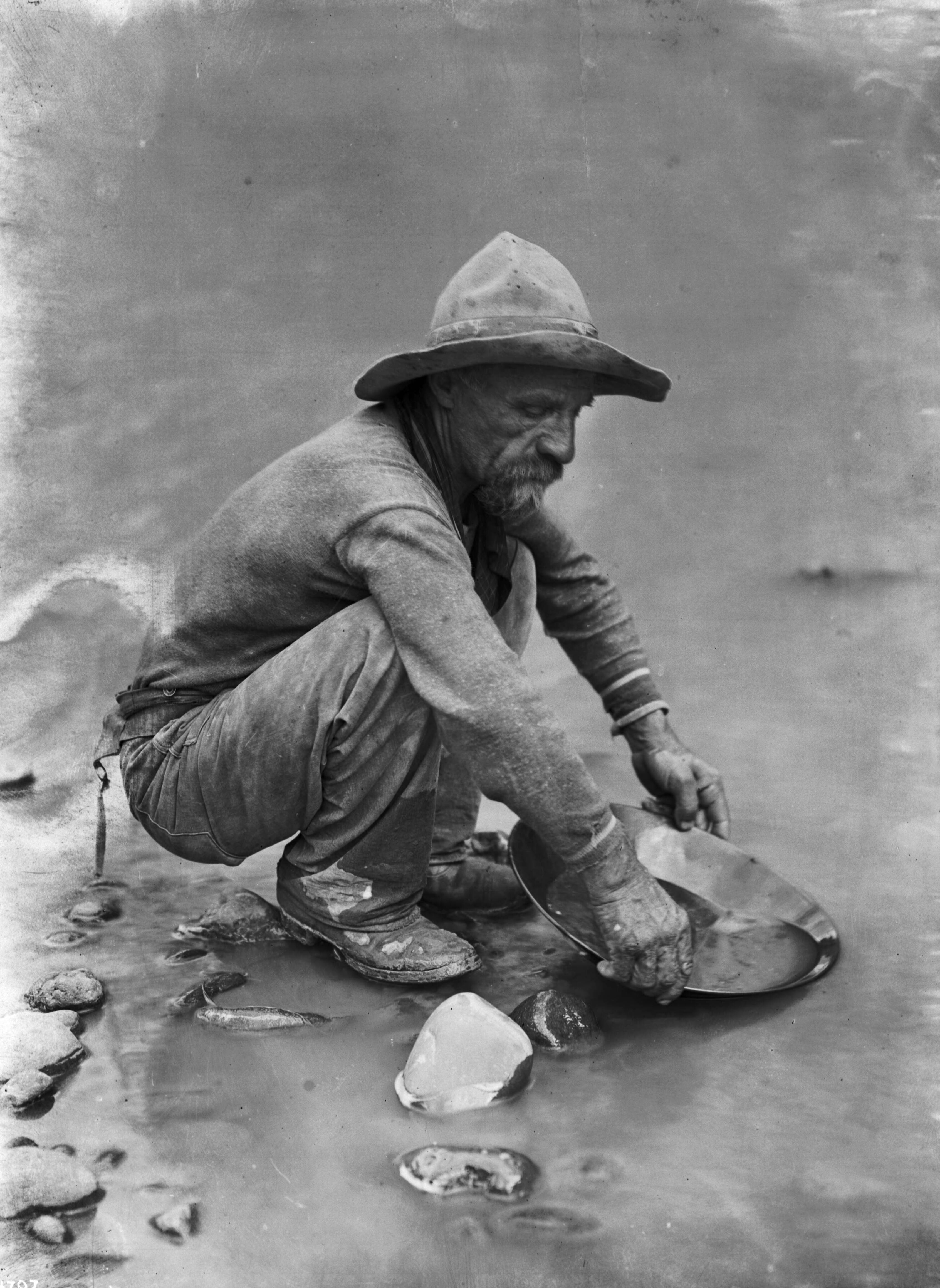
アメリカン川の岸で選鉱鍋を見詰めるフォーティナイナーズの一人

数年間の内に数十万人の新しい人々が到着したことは、それまで15,000人程のヨーロッパ人とカリフォルニオしかいなかった時代と比較して、多くの劇的な影響を起こした。
先ず、ゴールドラッシュの人間と環境のコストは大きなものだった。先住民族は病気、飢餓および虐殺的攻撃の犠牲になり、1845年の推計人口15万人から1870年までに3万人足らずまで激減した。1849年から1870年の間に4,500人程のインディアンが暴力によって死んだと推計されている。明白な人種差別主義者の攻撃と法律および厳しい税金によって中国人やラテンアメリカの民を追い出そうと図られた。アメリカ人移民の損失も同様に厳しいものだった。フォーティナイナーズの場合、ゴールドラッシュの間の死亡率や犯罪率が著しく高く、その結果としての自警主義も犠牲者を出したので、12人に1人が死んでいった。さらに、金の回収操作から生じた砂利、沈泥および毒性のある化学品が魚類を殺し生息域を破壊した。
しかし、ゴールドラッシュはカリフォルニアをほとんど知られていない僻地から、何十万人もの人々の憧れの地に発展させた。新移民はしばしば著しい創造性と公徳心を示した。例えば、ゴールドラッシュの最中に町や都市が認可され、州憲法制定会議が招集され、州憲法が起草され、選挙が行われ、カリフォルニアをアメリカ合衆国の州として認めさせる交渉のために代表団がワシントンD.C.に派遣された。大規模な農業（カリフォルニア第2のゴールドラッシュがこの期間に始まった。道路、学校、教会や市民組織が急速に存在するようになった。移民の大多数はアメリカ人だった。アメリカ合衆国の他の部分に対するより良い対話と政治的な結びつきの要請が強くなり、1850年協定の中で、1850年9月9日にカリフォルニアはアメリカ合衆国31番目の州になった。
1847年から1870年の間に、サンフランシスコの人口は500人から15万人に増加した。ゴールドラッシュの富と人口の増加はカリフォルニアと東海岸との交通を著しく改善させた。パナマ地峡を横切るパナマ地峡鉄道は1855年に開通した。太平洋郵便蒸気船会社が所有するものを含めて蒸気船がパナマからサンフランシスコまで定期便を運行し、乗客、物資および郵便がパナマ地峡の鉄道と東海岸に向かう蒸気船を使って運ばれた。不運なSSセントラル・アメリカ号は1857年にカロライナ海岸沖でハリケーンに遭い、推計3トンのカリフォルニアの金と共に沈没し、これが1857年恐慌の引き金となった。
ゴールドラッシュが終わって数年の1863年、最初の大陸横断鉄道西部部分の起工式がサクラメントで行われた。この鉄道の完成はほぼ6年後となったが、資金の一部はゴールドラッシュの金で賄われ、カリフォルニアとアメリカ合衆国中部および東部とを一体にした。これにより、何週間も何ヶ月も掛かっていた旅が数日で成されるようになった。
ゴールドラッシュは世界中の経済も刺激した。チリ、オーストラリアおよびハワイの農家は、彼らの食料に巨大な新市場を見出だした。イギリスで生産される製品は需要が大きかった。衣類やプレハブの住居までもが中国から運ばれた。これらの商品に対して大量のカリフォルニア金が代金として支払われ、世界中で物価を上昇させ、投資を刺激し、雇用を創出した。オーストラリアの探鉱者エドワード・ハーグレイブスはカリフォルニアと母国の地形の類似性に注目し、オーストラリアに戻って金を発見し、オーストラリア・ゴールドラッシュに火を付けた。

### 長期的影響
カリフォルニアの名前は永久にゴールドラッシュと結びつけられ、その結果、「カリフォルニア・ドリーム」と呼ばれるものに結びつけられた。カリフォルニアは新しいことの始まる場所として認識され、一生懸命働くことと幸運があれば大きな富となって返ってくると考えられた。歴史家のH・W・ブランズはゴールドラッシュの後の時代にカリフォルニア・ドリームがアメリカ合衆国の他地域に拡がり、新しいアメリカン・ドリームの一部になったと述べた。
何世代もの移民がカリフォルニア・ドリームに惹き付けられた。カリフォルニアの農業、石油採掘業者、映画制作者、航空機製造業、およびインターネット事業がゴールドラッシュの後の数十年間にそれぞれの興隆の時期を持った。

カリフォルニア州章

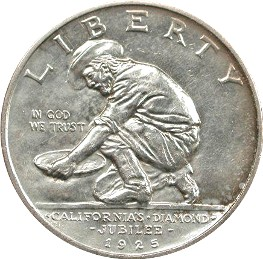
カリフォルニア・ダイアモンド・ジュビリーの半ドル記念貨幣

カリフォルニア・ゴールドラッシュの現代に残る遺産の中には、カリフォルニア州のモットーである「ユリーカ」（私がそれを見付けた）、カリフォルニア州章の中のゴールドラッシュの画、および州のニックネームである「ゴールデン・ステート」がある。さらに地名としては、プレイサー郡、ラフ・アンド・レディ、プラサービル（元は「ドライ・ディギング」、後のゴールドラッシュ時に「ハングタウン」）、ウィスキータウン、ドライタウン、エンジェルス・キャンプ、ハッピー・キャンプおよびソーヤーズ・ベイがある。NFLのサンフランシスコ・フォーティナイナーズやカリフォルニア州立大学ロングビーチ校の運動チームの同様な名前はカリフォルニア・ゴールドラッシュの探鉱者に因んだ命名である。文学の世界では、マーク・トウェイン（『カラベラス郡の祝された跳び蛙』）、ブレット・ハート（『ラフ・アンド・レディの百万長者』）、ホアキン・ミラー（『モードック族の中の生活』）など多くの作家の作品にゴールドラッシュが描かれた。
今日、いみじくも名付けられたカリフォルニア州道49号線はシエラネバダ山脈の麓を抜け、プラサービル、オーバーン、グラスバレー、ネバダシティ、コロマ、ジャクソンおよびソノラなどゴールドラッシュ時代の多くの町を結んでいる。この州道は、コロンビア町の歴史的事業地区に跨る保存地域であるコロンビア州立歴史公園のすぐ近くも通っている。この公園にはゴールドラッシュ時代の建物を多く保存しており、そこには観光客に向けた事業が入っている。

## 地質

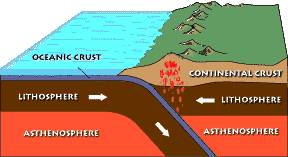
金を含むマグマ大陸殻の下に沈み込んだ後で浮き上がった。

科学者達は数億年にわたって働いた地球の力がカリフォルニアに高度の金の集中を生んだと考えている。集中された金だけが経済的に回収できる。4億年前に、カリフォルニアは大きな海の底にあった。海底火山が溶岩や鉱物（金を含む）を海底に堆積させた。約2億年前に、地殻変動による圧力によってその海底をアメリカ大陸の下に押し込んだ。海底が今日のカリフォルニアの下に沈み込むときに、大変大きな溶融物（マグマ）に溶け込んだ。この熱いマグマが現在カリフォルニアとなった所の下で上方に押し上げられた。上昇するにつれて温度が冷えていき、固化して石英の鉱物原のなかで金鉱脈が形成された。これらの鉱物や岩がシエラネバダ山脈の表面に現れ、浸食された。露出した金は雨水で下流に流され、古い川や小川の横に沿った砂礫層に集まった。フォーティナイナーズは当初、これら金の堆積物を集めることに注力した。それらは数億年の地質活動によって砂礫層の上に集められていた。